# Arquidiocese de La Serena
A Arquidiocese de La Serena (Archidiœcesis Serenensis) é uma circunscrição eclesiástica da Igreja Católica situada em La Serena, Chile. Seu atual arcebispo é René Osvaldo Rebolledo Salinas. Sua Sé é a Catedral de Nossa Senhora das Mercês.
Possui 33 paróquias servidas por 55 padres, contando com 666 916 habitantes, com 60,9% da população jurisdicionada batizada (406 430 batizados).

## História
A diocese foi erigida em 1 de julho de 1840 com a bula Ad apostolicæ potestatis do Papa Gregório XVI, recebendo o território da arquidiocese de Santiago do Chile, da qual era originalmente sufragânea.
Em 29 de maio de 1939 foi elevada ao posto de arquidiocese metropolitana com a bula Quo provinciarum do Papa Pio XII.
Em 9 de novembro de 1946 e em 30 de abril de 1960 cedeu partes do seu território para a ereção, respectivamente, da administração apostólica de Copiapó (hoje uma diocese) e da Prelazia Territorial de Illapel.
Em 22 de março de 1988, pela carta apostólica Populum quidem, o Papa João Paulo II confirmou a Beata Virgem Maria, venerada com o título de Nuestra Señora del Rosario de Andacollo, padroeira da arquidiocese.

## Prelados
|                     | Nome                                       | Período    | Notas                                  |
| Arcebispos          | Arcebispos                                 | Arcebispos | Arcebispos                             |
| ------------------- | ------------------------------------------ | ---------- | -------------------------------------- |
| 8º                  | René Osvaldo Rebolledo Salinas             | 2013-atual |                                        |
| 7º                  | Manuel Gerardo Donoso Donoso, SS.CC.       | 1997-2013  |                                        |
| 6º                  | Francisco José Cox Huneeus, P.Schönstatt † | 1990-1997  |                                        |
| 5º                  | Bernardino Piñera Carvallo †               | 1983-1990  |                                        |
| 4º                  | Juan Francisco Fresno Larraín †            | 1967-1983  | Nomeado Arcebispo de Santiago do Chile |
| 3º                  | Alfredo Cifuentes Gómez †                  | 1943-1967  |                                        |
| 2º                  | Juan Subercaseaux Errázuriz †              | 1940-1942  |                                        |
| 1º                  | José María Caro Rodríguez †                | 1939       | Nomeado Arcebispo de Santiago do Chile |
| Arcebispo-coadjutor |                                            |            |                                        |
|                     | Francisco José Cox Huneeus, P.Schönstatt † | 1985-1990  |                                        |
|                     | Arturo Mery Beckdorf                       | 1963-1967  |                                        |
| Bispos-auxiliares   |                                            |            |                                        |
|                     | Henry Joseph Balzan                        | 2024-      | Atual                                  |
|                     | Luis Gleisner Wobbe                        | 2001-2014  |                                        |
|                     | Manuel Gerardo Donoso Donoso, SS.CC.       | 1996-1997  | Elevado a Arcebispo                    |
|                     | Eduardo Solar Vicuña                       | 1914-1920  |                                        |
|                     | Guillermo Juan Carter Gallo                | 1893-1895  | Nomeado Bispo de Iquique               |
| Bispos              |                                            |            |                                        |
| 7º                  | José María Caro Rodríguez †                | 1925-1939  |                                        |
| 6º                  | Carlos Silva Cotapos †                     | 1918-1925  | Nomeado Bispo de Talca                 |
| 5º                  | Ramón Ángel Jara Ruz †                     | 1909-1917  |                                        |
| 4º                  | Florencio Eduardo Fontecilla Sánchez †     | 1890-1909  |                                        |
| 3º                  | José Manuel Orrego Pizarro †               | 1868-1887  |                                        |
| 2º                  | Justo Donoso Vivanco †                     | 1853-1868  |                                        |
| 1º                  | José Agustín de la Sierra Mercado †        | 1842-1851  |                                        |